# Ghostbusters: Frozen Empire
Ghostbusters: Frozen Empire (bra: Ghostbusters: Apocalipse de Gelo; prt: Caça-Fantasmas: O Império do Gelo) é um filme americano de 2024. É a continuação de Ghostbusters: Afterlife e o quinto filme na franquia de Os Caça-Fantasmas.
O filme não foi bem recebido pelo público ou pela crítica.

## Sinopse
A família Spengler retorna ao quartel de bombeiros da cidade de Nova York para se juntar aos Caça-Fantasmas originais, que desenvolveram um laboratório de pesquisa secreto para levar a destruição de fantasmas a um nível melhor. Mas quando a descoberta de um artefato antigo libera um exército de fantasmas que lança um calafrio mortal sobre a cidade, os novos e antigos Caça-Fantasmas precisam unir suas forças para proteger seu lar e salvar o mundo de uma segunda Era do Gelo.

## Elenco
- Paul Rudd como Gary Grooberson.
- Carrie Coon como Callie Spengler.
- Finn Wolfhard como Trevor Spengler.
- Mckenna Grace como Phoebe Spengler.
- Kumail Nanjiani como Nadeem Razmaadi.
- Patton Oswalt como Dr. Hubert Wartzki.
- Celeste O'Connor como Lucky Domingo.
- Logan Kim como Podcast.
- Emily Alyn Lind como Melody.
- James Acaster como Dr. Lars Pinfield.
- Bill Murray como Dr. Peter Venkman.
- Dan Aykroyd como Dr. Raymond "Ray" Stantz.
- Ernie Hudson como Dr. Winston Zeddemore.
- Annie Potts como Janine Melnitz.
- William Atherton como prefeito Walter Peck.

## Recepção
No site agregador de críticas Rotten Tomatoes, 44% das 268 avaliações dos críticos são positivas, com uma classificação média de 5,2/10. O consenso do site afirma: "Ghostbusters: Frozen Empire oferece uma certa diversão nostálgica para os fãs do original, mas um elenco lotado e um tom surpreendentemente sério impedem que esta sequência seja verdadeiramente emocionante." O Metacritic, que usa uma média ponderada, atribuiu ao filme uma pontuação de 46 em 100, baseado em 49 críticos, indicando críticas "mistas ou médias".
No RogerEbert.com, o filme recebeu dois de quatro estrelas, com Christy Lemire afirmando que Ghostbusters: Frozen Empire "tenta amontoar muitos personagens, histórias e imagens icônicas em suas duas horas de duração."
Na IGN, Tom Jorgensen diz que Frozen Empire "corre em um gelo fino, sobrecarregado com ideias díspares e sem inspiração", atribuindo uma nota de quatro de dez.